# Хуліан Малатіні
Хуліан Малатіні (ісп. Julián Malatini, нар. 31 травня 2001, Хенераль-Кабрера, Аргентина) — аргентинський футболіст, центральний захисник німецького клубу «Вердер».

## Ігрова кар'єра

### Клубна
Хуліан Малатіні є вихованцем молодіжного складу аргентинського клубу «Тальєрес». 6 травня 2021 року футболіст дебютував на професійному рівні в основі «Тальєреса» у чемпіонаті Аргентини.
У січні 2023 року Малатіні на правах оренди перейшов до іншого клубу вищого дивізіону - «Дефенса і Хустісія», де провів повний рік, а в грудні 2023 року керівництво клубу анонсувало підписання контракту з Малатіні на три роки.
Але вже 16 січня Малатіні перебрався до Європи, де приєднався до клубу німецької Бундесліги «Вердер» з Бремена. Вже у першій грі за нову команду 27 січня Малатіні відзначився забитим голом у ворота «Фрайбурга» після того, як вийшов на заміну на 90 - й хвилині.

### Збірна
У грудні 2020 року Хуліан Малатіні провів одну гру у складі молодіжної збірної Аргентини, через тиждень після того, як підписав з «Тальєресом» свій професійний контракт.